# 葵涌運動場
葵涌運動場（英語：Kwai Chung Sports Ground）是香港一座綜合運動場，位於新界葵芳興盛路93號，在新都會廣場對面，於1979年建成。前身是車場。

## 設施
葵涌運動場設有一個泛光照明真草球場和一條400米長跑道，一個有蓋看台。在球場外圍尚有2個硬地足球場、4個籃球場及1個門球場。在該區闢設有園景區和休憩設施供附近居民享用。

### 發展
鑑於葵涌運動場的籃球場使用率下降，康文署於是改建該籃球場為全港首個沙灘排球兼手球場，有關場地包括一個33米乘20米的沙灘排球兼手球場地、看台、貯物室及為運動員清理沙粒的花灑等。

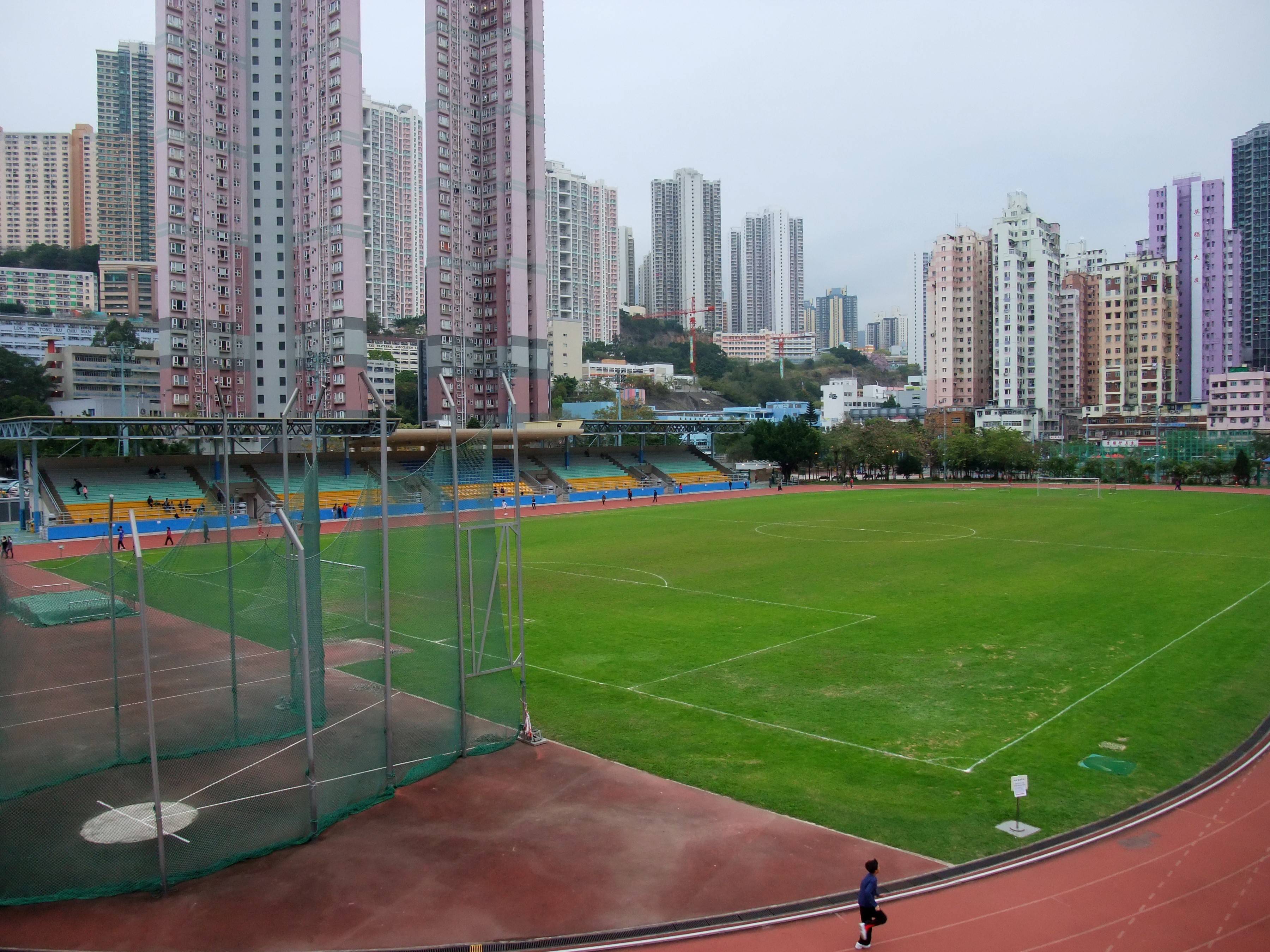
葵涌運動場
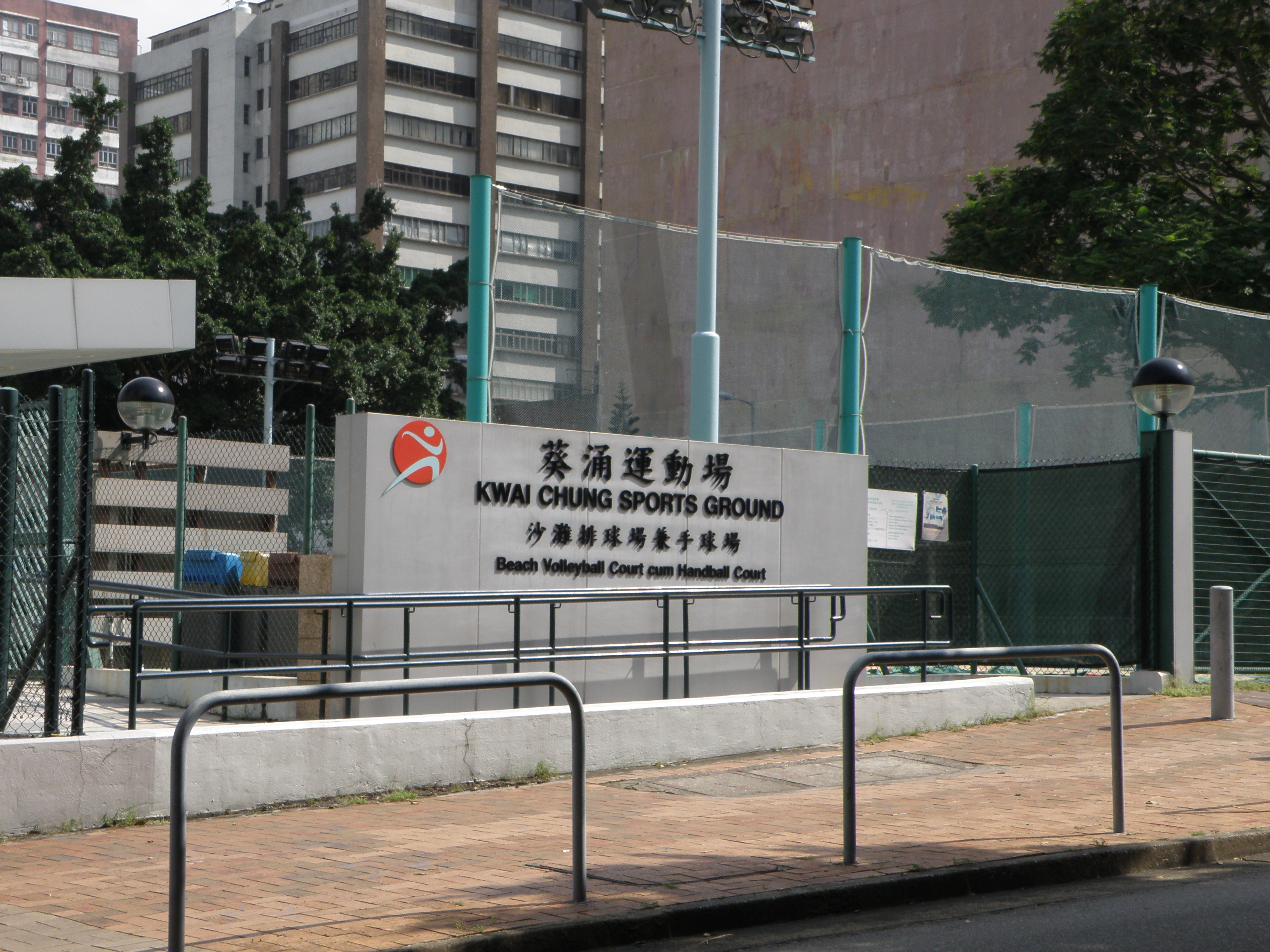
運動場內的沙灘排球場兼手球場
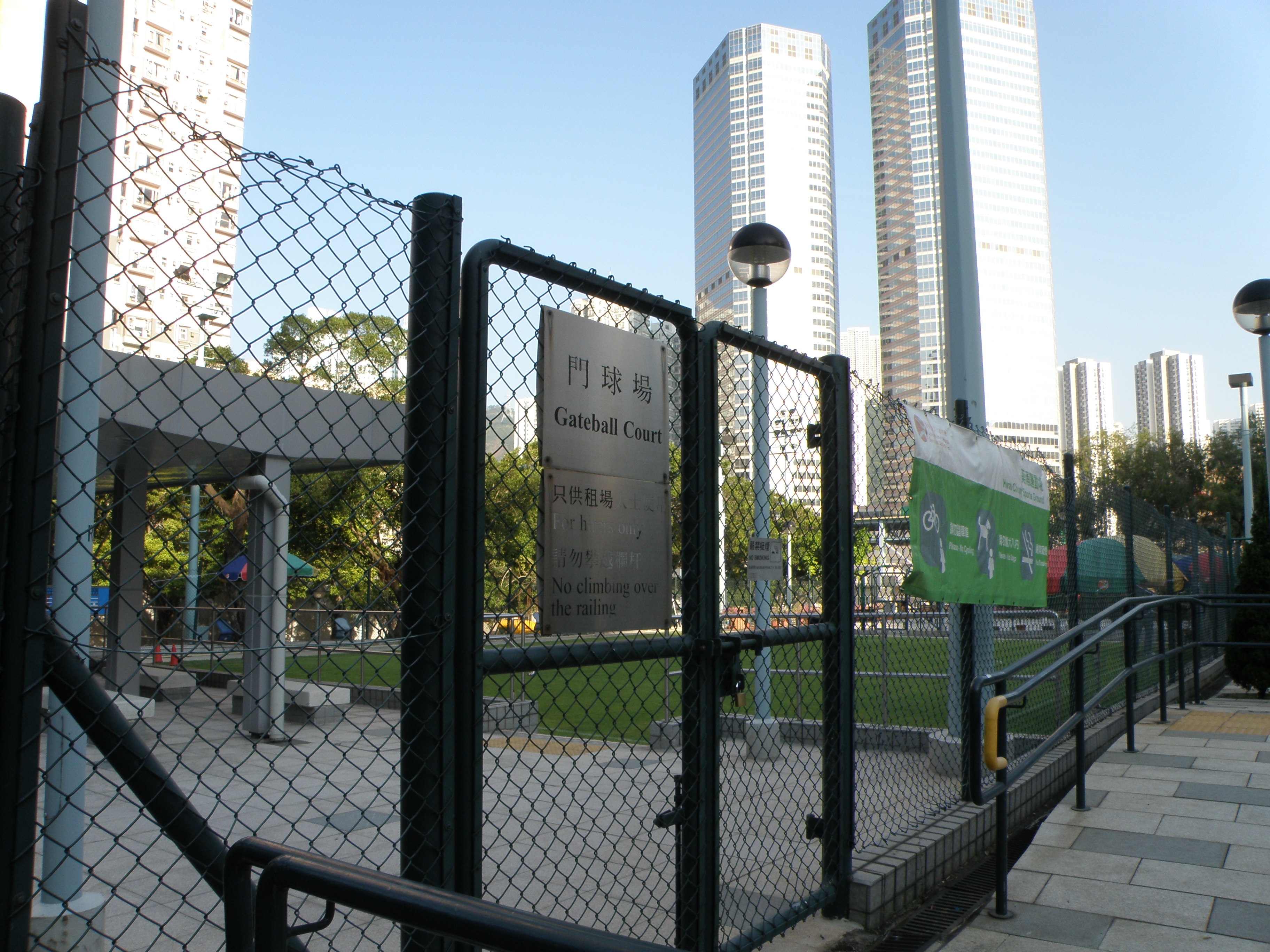
運動場內的門球場

## 主要用途

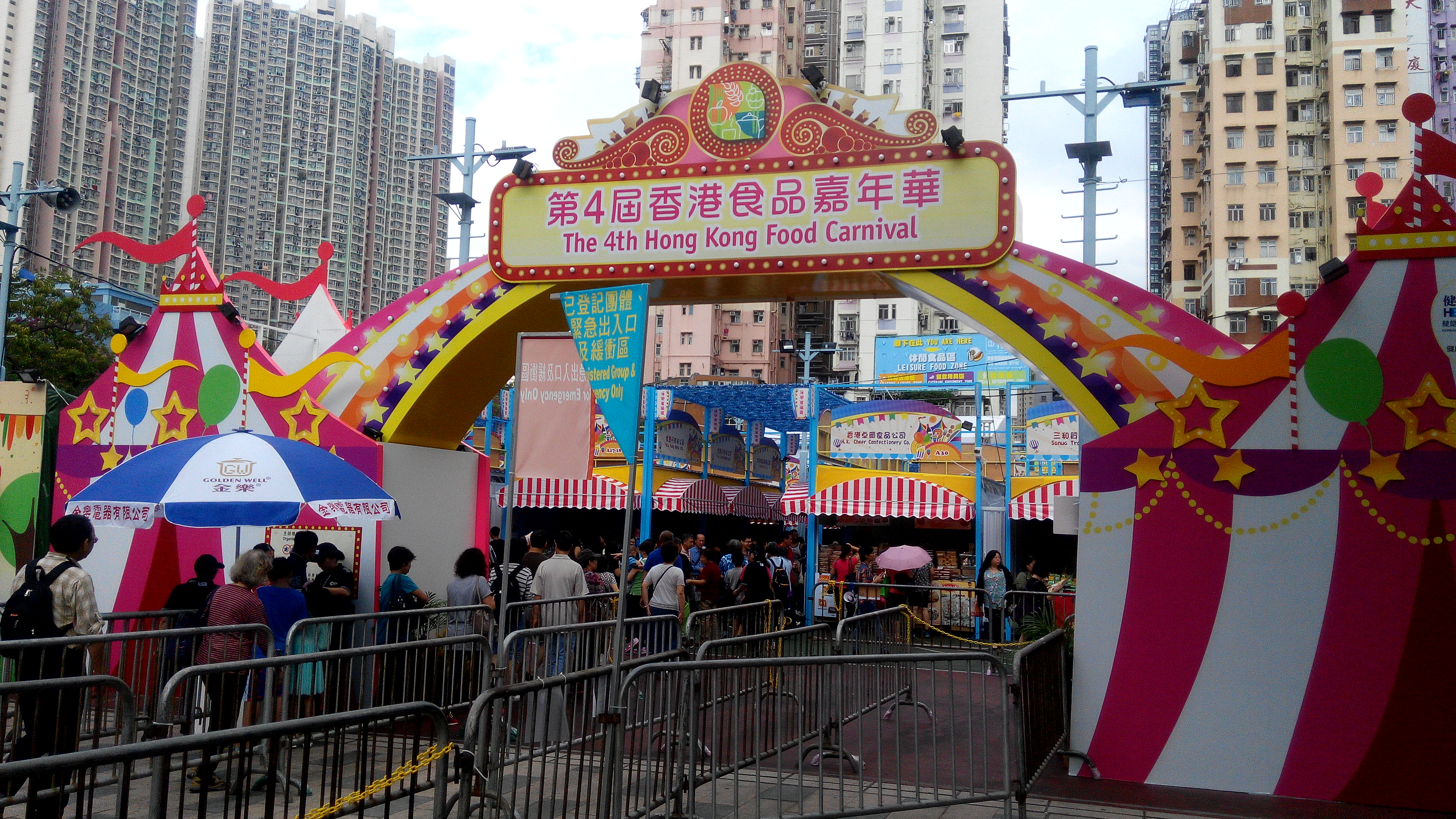
香港食品嘉年華

- 供區內學校舉辦陸運會
- 供香港足球總會舉行乙組聯賽賽事[4]
- 葵青年宵市場場地[5]
- 葵青棒球會比賽場地[6]
- 香港食品嘉年華展覽場地